# Marie Louise Marcadet
Marie Louise Marcadet, född Baptiste 3 december 1758 i Stockholm, död 1804 i Paris, var en svensk skådespelare och operasångerska. Hon har kallats ”en av den gustavianska scenens mest betydande krafter”. Hon var från 1795 medlem i Kungliga Musikaliska Akademien.

## Biografi
Marcadet föddes i Sverige som dotter till de franska skådespelarna Jacques Anselme Baptiste och Marie Baptiste, som båda var aktiva i Sverige i Adolf Fredriks franska teatertrupp. Hon utbildades till aktör av sina föräldrar, något som var det vanliga bland den tidens skådespelarbarn. Familjen lämnade Sverige när den franska teatern upplöstes av Gustav III år 1771, men återvände 1776.

### Karriär
Hon engagerades år 1778 vid Operan i Stora Bollhuset, där hon debuterade i operetten De bägge girige samma år. Hon var engagerad som sångerska vid Operan 1778–1795, och som talskådespelare vid Gustav III:s franska teater 1781–1792, och vid Dramaten 1788–1795. Hon gifte sig 1780 med den franska dansören och balettkompositören Jean-Rémy Marcadet, premiärdansör och dansinstruktör vid Operan i Stockholm, och blev främst känd som Madame Marcadet.
Vid grundandet av Dramaten 1788 tillhörde hon dess pionjärgeneration. När Dramaten mellan 1788 och 1803 styrdes som ett kooperativ av skådespelarna själva berömdes hon för att ha visat gott omdöme under omröstningarna för vilka pjäser som skulle spelas. Hon och Fredrica Löf innehade år 1788 truppens högsta lottandelar och räknades alltså som teaterns främsta aktörer.
Vid sitt giftermål 1780 fick hon en recett på Operan med ansvaret för en uppsättning. Gustaf Johan Ehrensvärd skrev om den, som en kritik mot direktör Barnekow, att hon: ”agerat directeur af spectaclen, det han bort göra, disponerat om loger, utsålt dem såsom uppå en auction, och som premierministern riksrådet Ulric Scheffer ej var bland de högst bjudande, så geck han miste om sin loge … den var blifvet gifven till en kock och en hofmästare. Sådana oanständigheter kan ingen annan theaterdirektion än denna tillåta.”

### Kritik

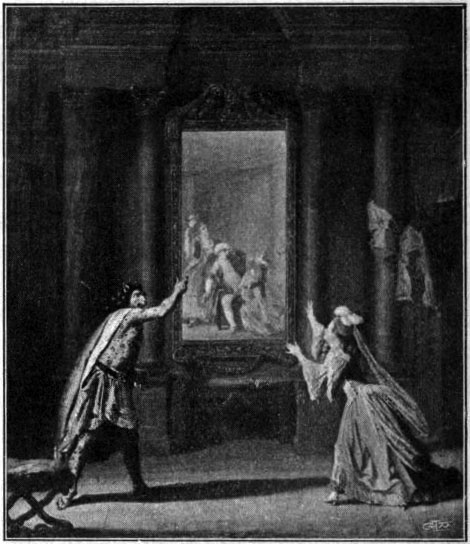
Scen ur Zemir och Azor efter Pehr Hilleström.

Marcadet uppträdde i både sångroller och talroller, och sågs under sina nästan tjugo år långa karriär som en av Sveriges mest framstående scenartister. Hon anses vid sidan av Jacques Marie Boutet de Monvel och paret Desguillons ha bidragit till att den svenska scenkonsten utvecklades i fransk tradition.  Hon nämndes av Carl von Fersen som ett exempel på utbildningens betydelse i skriften Operans och svenska spektaklets förbättrande (1780).  
Hon beskrevs inte som vacker – hon var mycket mager och hennes silhuettbild visar en framskjutande underkäke och en spetsig näsa – men som en strålande skådespelare och sångare.  Hennes sångröst bedömdes som i grunden medelmåttig, men hon ska ha hanterat den med sådan skolning att hon fungerade utmärkt som operasångare, även om hon inte räknades som de främsta. Hennes bästa gren ansågs i stället vara taldramat, där hennes hårda franska accent enligt kritikerna gav hennes repliker kraft och energi och berömdes för intrycket av passionerad styrka.  Bland hennes största roller var Klytaimnestra, Merope, Jocasta i Oedipe, Statira i Olympie, Athalia och grevinnan Walltron. 
Kellgren sade att hon spelade gudomligt, Carl Christoffer Gjörwell skrev om henne att: ”Hela själen är skapad för teatern” sedan han sett henne delta i pjäsen Zemir och Azor av Grétry.

### Roller
Hon spelade Henriette i De bägge girige av Grétry (säsongen 1777–78), Arséne i Arséne av Monsigny mot Elisabeth Olin och Kristofer Kristian Karsten och Iphigenie i Iphigenie i Aulis av Glück mot Carl Stenborg (1779–80), Cybele i Atys av Piccinni mot Carl Stenborg och Kristofer Kristian Karsten (1784–85), Hermione i Andromaque av Grétry mot Franziska Stading, Cecilia av Eka in Gustaf Wasa av Naumann mot Carl Stenborg, Kristofer Kristian Karsten och Caroline Müller (1785–86), Ramfrid i Folke Birgersson till Ringstad mot Kristofer Kristian Karsten och Inga Åberg (1792–93), och Minerva i Alcides inträde i världen av Haeffner (1793–94). Hon spelade även Virginia i Virginia och Ebba Bjelke i Siri Brahe och Johan Gyllenstjerna (1790–91).

### Senare liv
Under hösten 1795 kom Marcadet av okänd orsak i konflikt med ledningen på Dramaten och avslutade sitt engagemang vid både Dramaten och Operan. Hon gick istället över till Stenborgs Teater. 
Under sitt engagemang hos Stenborg samma höst spelade hon Amelie i Amelie och Montrose mot Samuel Ahlgren och Lovisa i operan Alexis mot Stenborg.  Vid avskedspjäserna, recetterna Alexis och Italienskan i London, uttryckte hon genom annonserna sin önskan att ”få emottaga den vördade allmänhetens uppmuntran, den hon under sin tjänstetid så lyckligt åtnjutit”. Hon gjorde sin avskedsföreställning på Stenborgs Teater den 14 november 1795, där hon gjorde ”en storartad succé genom den hyllning henne bragtes av den hänförda publiken”.
Marcadet lämnade därefter landet med sin make och reste till Frankrike. Hon ansågs svår att ersätta inom sitt fack i Sverige och hennes avsked sågs som en förlust inom teatervärlden. Hon avled i Paris.

## Eftermäle
Gustaf Löwenhielm nämner hennes betydelse på 1800-talet då han poängterar att många av grundarna av den svenska nationalscenen i själva verket var utlänningar:
”Är det omöjligt att engagera herr Berg och fröken Schoultz? – Annars ser jag icke huru Tit. skall kunna undgå att engagera halvvuxna utlänningar. Gustav III:s :svenska nationalteater begyntes med den danska fru Müller, den franska fru Marcadet, den tyska mamsell Stading, den tyska Fru Augusti och den polska fru Karsten. Dessa damer ockuperade vår scen och uppehöllo den ifrån Stora operans instiktelse och fru Olins liktidiga avgång i början av 1780-talet till år 1800, då fru Desguillons skola hann utkläcka mamsell Wässelia cum celeris.”